# Avengers Rassemblement
Ultimate Spider-Man Hulk et les Agents du S.M.A.S.H.
Avengers Rassemblement (Marvel's Avengers Assemble) est une série d'animation américaine en 126 épisodes de 22 minutes inspirée du comics créé par Stan Lee et Jack Kirby en 1963 et diffusée entre le 26 mai 2013 et le 24 février 2019 sur Disney XD.
Le but de cette nouvelle série est de profiter du succès du film Avengers et de préparer le deuxième film, sorti en 2015, tout en incorporant les personnages dans le même univers que les autres séries animées de Marvel, à savoir Ultimate Spider-Man et Hulk et les Agents du S.M.A.S.H., pendant ses 3 premières saisons. Durant la saison 4, la série change de Terre et se déroule dans le même univers que Spider-Man (2017) et Les Gardiens de la Galaxie.
En France, la série est diffusée depuis le 28 septembre 2013, également sur Disney XD, et depuis le 19 avril 2014 sur France 4 dans l'émission Ludo.

## Synopsis
Captain America, Thor, Iron Man, Hulk, Œil de Faucon et la Veuve noire reprennent du service. Ils travaillent avec le SHIELD dirigé par Nick Fury. Ils seront ensuite rejoints par de nouveaux alliés comme le Faucon, Spider-Man, les Gardiens de la Galaxie, etc.
Les Avengers doivent affronter le Complot, un groupe de super-vilains dirigé par Crâne rouge et MODOK, qui crée des armes puissantes pour l'organisation criminelle HYDRA, ou encore le redoutable Ultron.

## Fiche technique
Sauf indication contraire, les informations mentionnées dans cette section peuvent être confirmées par la base de données cinématographiques IMDb,  présente dans la section « Liens externes ».
- Titre original : Avengers Assemble
- Titre français : Avengers Rassemblement
- Réalisation : Jeff Allen, Eric Radomski, Tim Eldred, Philip Pignotti et Micah Gunnell
- Scénario : Danielle Wolff, Eugene Son, Joe Casey, Joe Kelly, Duncan Rouleau (en), Steven T. Seagle, Kevin Burke, Chris Wyatt et Jacob Semahn
- Direction artistique : Claire Tobin et Stephen Crowe
- Montage : Fred Udell
- Musique : Lolita Ritmanis (en), Kristopher Carter (en) et Michael McCuistion
- Casting : Collette Sunderman, Amanda Goodbread et Joe Moeller
- Production : Joe Casey, Joe Kelly, Duncan Rouleau et Steven T. Seagle
  - Production associée : Reinard J. Palisoc, Kari Rosenberg et Kyle Jolly
  - Production déléguée : Greg Harman, Alan Fine, Dan Buckley, Jeph Loeb et Joe Quesada
- Sociétés de production : Marvel Animation et Man of Action Studios (en)
- Société de distribution : Disney-ABC Domestic Television
- Pays d'origine :  États-Unis
- Langue originale : anglais
- Genre : action, aventure, science-fiction
- Durée : 22 minutes

## Distribution

### Voix originales
- Adrian Pasdar (saisons 1 à 3) puis Mick Wingert (en) : Tony Stark / Iron Man
- Roger Craig Smith : Steve Rogers / Captain America
- Travis Willingham : Thor
- Fred Tatasciore : Dr Bruce Banner / Hulk
- Bumper Robinson (en) : Sam Wilson / Faucon
- Laura Bailey : Natasha Romanoff / Black Widow
- Troy Baker : Clint Barton / Hawkeye
- Grant Georges (saisons 1 à 3) puis Josh Keaton : Scott Lang / Ant-Man
- Kari Wahlgren : Hope van Dyne / la Guêpe
- Grey DeLisle : Carol Danvers / Captain Marvel
- David Kaye : Vision
- Jennifer Hale : FRIDAY
- Liam O'Brien : Crâne rouge
- James C. Mathis III (en) : Panthère noire
- Kathreen Khavari (en) : Kamala Khan / Miss Marvel
- Charles Adler : MODOK
- Chi McBride : Nick Fury
- Jim Meskimen : Ultron
- Drake Bell : Peter Parker / Spider-Man
- Maurice LaMarche : Dr Victor Von Fatalis
- Troy Baker : Loki
- Jason Spisak (en) : Justin Hammer
- Isaac C. Singleton Jr. : Thanos

### Voix françaises
| - Pierre Lognay : Tony Stark / Iron Man - Olivier Cuvellier : Steve Rogers / Captain America - Mathieu Moreau : Thor - Claudio Dos Santos : Bruce Banner / Hulk - Alexis Flamant : Sam Wilson / Faucon - Nathalie Hugo : Natasha Romanoff / Black Widow - Marcha Van Boven : Carol Danvers / Captain Marvel - Laurent Bonnet : Clint Barton / Hawkeye - Bruno Georis : Crâne rouge - Bruno Mullenaerts : Scott Lang / Ant-Man, Peter Quill / Star-Lord (saison 2) | - Erwin Grünspan : Nick Fury - Robert Guilmard : Odin - Sébastien Hébrant : Peter Parker / Spider-Man (saison 1 et 2) - Olivier Prémel : Justin Hammer - Jean-Michel Vovk : Fatalis - Michel Hinderyckx : M.O.D.O.K. - Martin Spinhayer : J. Jonah Jameson, Hercules - Franck Dacquin : Hypérion, Glorian - Jean-Marc Delhausse : La Chose, Kang - Peppino Capotondi : Rocket Raccoon - Tony Beck : Ringmaster - Gauthier de Fauconval : Molécule Kid |

- Version française
  - Studio de doublage : Dubbing Brothers Belgique[3]
  - Direction artistique : Aurélien Ringelheim
  - Adaptation : Emmanuel Jacomy

## Production
Annoncée en juin 2012 afin de remplacer la série Avengers : L'Équipe des super-héros, Avengers Rassemblement est destinée à faire écho attentivement au ton et à l'ambiance du film Avengers, réalisé par Joss Whedon et sorti en 2012,. La série utilise un style d'animation combiné à la 2D et aux images de synthèse. Le 26 juillet 2014, Avengers Rassemblement est renouvelée pour une seconde saison. Le 1er juin 2015, Disney XD annonce le renouvellement de la série pour une troisième saison déjà en production. Cette dernière, nommée Avengers: Ultron Revolution, marque le retour d'Ultron mais également l'arrivée de Vision, la Panthère noire, Captain Marvel, Ms. Marvel, Baron Zemo, les Maîtres du mal, les Inhumains et Kang le conquérant. La saison présente également une adaptation de Civil War.
Le 23 juillet 2016, Marvel annonce une quatrième saison nommée Avengers: Secret Wars. Celle-ci marque l'arrivée de Hope Pym et Jane Foster. L'actrice Hayley Atwell, qui interprète Peggy Carter dans l'univers cinématographique Marvel, prête sa voix au personnage durant un épisode. Le 22 juillet 2017, Avengers Rassemblement est renouvelée pour une cinquième saison intitulée Avengers: Black Panther's Quest.

## Épisodes

### Première saison (2013-2014)
1. Renaissance, première partie (The Avengers Protocol: Part 1)
2. Renaissance, deuxième partie (The Avengers Protocol: Part 2)
3. Les Usurpateurs (Ghost of a Chance)
4. La Menace du serpent (The Serpent of Doom)
5. Les Liens du sang (Blood Feud)
6. Le Super Adaptoïde (Super-Adaptoid)
7. Hypérion (Hyperion)
8. Molecule Kid (Molecule Kid)
9. Dégâts des eaux (Depth Charges)
10. Le Piège de Fatalis (The Doomstroyer)
11. Hulkification (Hulked Out Heroes)
12. L'Invasion (Avengers: Impossible)
13. Dans les profondeurs (In Deep)
14. Souvenirs du chaos (Hulk's Day Out)
15. Fatalis contre-attaque (Planet Doom)
16. L'union fait la force (Bring on the Bad Guys)
17. Le Pari (Savages)
18. Les Jeux intergalactiques (Mojo World)
19. Il faut sauver Fatalis (The Ambassador)
20. Une journée avec Odin (All-Father's Day)
21. La Force du nombre (By the Numbers)
22. Le Retour de Galactus (Guardians & Space Knights)
23. Un petit problème (One Little Thing)
24. Que le spectacle commence ! (Crime and Circuses)
25. Trahison cosmique (Exodus)
26. L'Ultime bras de fer (The Final Showdown)

### Deuxième saison (2014-2015)
1. Le Projet Arsenal (The Arsenal)
2. Le Pouvoir de Thanos (Thanos Rising)
3. Un combat de titans (Valhalla Can Wait)
4. Le Soldat de l'hiver (Ghosts of the Past)
5. Menace Abyssale (Beneath the Surface)
6. Les méthodes de Faucon (Nighthawk)
7. L'Enfance d'un génie (The Age of Tony Stark)
8. L'Attaque de MODOK (Head to Head)
9. La Face cachée des Avengers (The Dark Avengers)
10. Retour aux sources (Back to the Learning Hall)
11. Un vrai héros (Downgraded)
12. La Mission de Black Widow (Widow's Run)
13. Le Triomphe de Thanos (Thanos Triumphant)
14. Corruptions (Crack in the System)
15. Avengers Dispersion ! (Avengers Disassembled)
16. Les doutes d'Iron Man (Small Time Heroes)
17. La Source du pouvoir (Secret Avengers)
18. Les Retrouvailles (The Ultron Outbreak)
19. La Nouvelle recrue (The New Guy)
20. Hulk contre Speed Demon (Terminal Velocity)
21. Dr Spectrum (Spectrums)
22. Le Piège de Zarda (Midgard Crisis)
23. L'Ultime défi (Avengers' Last Stand)
24. La Force d'une équipe (Avengers Underground)
25. De nouveaux horizons (New Frontiers)
26. Un monde d'Avengers (Avengers Worlds)

### Troisième saison (2016-2017)
Cette saison est nommée Avengers: Ultron Revolution.
1. L'Adaptoïde Suprême (Adapting to Change)
2. Les Ultimates (The Ultimates)
3. Il faut sauver Captain Rogers (Saving Captain Rogers)
4. La Vengeance de Zemo (Under Siege)
5. Les Thunderbolts (Thunderbolts)
6. Les Thunderbolts démasqués (Thunderbolts Revealed)
7. La Dimension Noire (Into the Dark Dimension)
8. Dé-Hulké (Dehulked)
9. Les Inhumains sont parmi nous (Inhumans Among Us)
10. La Condition Inhumaine (The Inhuman Condition)
11. La Fougue de la jeunesse (The Kids Are Alright)
12. Départ pour le futur (The Conqueror)
13. Un futur sans avenir (Into the Future)
14. Le Choix de Hulk (Seeing Double)
15. Les Lois de l'amitié (A Friend in Need)
16. Captain Marvel (Captain Marvel)
17. Le Vol de vibranium (Panther's Rage)
18. Les Avengers à Hollywood (Ant-Man Makes It Big)
19. L'Héritage (The House of Zemo)
20. Les U-Foes (U-Foes)
21. L'Arme ultime (Building the Perfect Weapon)
22. Le Vert contre le Rouge (World War Hulk)
23. Civil War : La Chute d'Attilan (Civil War, Part 1: The Fall of Attilan)
24. Civil War : Les Puissants Avengers (Civil War, Part 2: The Mighty Avengers)
25. Civil War : Le Grondement de la guerre (Civil War, Part 3: The Drums of War)
26. Civil War : La Révolution des Avengers (Civil War, Part 4: Avengers Revolution)

### Quatrième saison (2017-2018)
Cette saison est nommée Avengers: Secret Wars.
Courts métrages
Le 2 juin 2017, six courts métrages sont diffusés sur la chaîne YouTube de Disney XD afin de présenter les nouveaux membres des Avengers.
1. Prologue (Teaser)
2. Black Panther (Black Panther)
3. Captain Marvel (Captain Marvel)
4. Ant-Man et la Guêpe (Ant-Man and Wasp)
5. Vision (Vision)
6. Ms. Marvel (Ms. Marvel)

Épisodes
1. Sauvons Iron Man, première partie (Avengers No More: Part 1)
2. Sauvons Iron Man, deuxième partie (Avengers No More: Part 2)
3. Le Réveil des robots (The Sleeper Awakens)
4. La Chambre forte (Prison Break)
5. L'Incroyable Hercule (The Incredible Herc)
6. Une étrange équipe (Show Your Work)
7. L'Amulette du Wakanda (Sneakers)
8. La Vengeance de Dracula (Why I Hate Halloween)
9. À la recherche des Avengers (The Once and Future Kang)
10. Les Libérateurs (Dimension Z)
11. La Chasse (The Most Dangerous Hunt)
12. Sous l'emprise de l'Enchanteresse (Under the Spell of the Enchantress)
13. Les Vaisseaux de pierre (The Return)
14. Nouvel An, vieilles querelles (New Years Resolution)
15. L'Œil d'Agamotto, première partie (The Eye of Agamotto: Part 1)
16. L'Œil d'Agamotto, deuxième partie (The Eye of Agamotto: Part 2)
17. Puzzle stellaire (Beyond)
18. Le Monde souterrain (Underworld)
19. L'Épée de Heimdall (The Immortal Weapon)
20. La Côte du vibranium (The Vibranium Coast)
21. La Séparation (Weirdworld)
22. Retour dans le temps (Westland)
23. L'Orbe de l'immortalité (The Citadel)
24. L'Armée d'Arès (The Wastelands)
25. Trahison (All Things Must End)

### Cinquième saison (2018-2019)
Cette saison est nommée Avengers : La Quête de Black Panther (Avengers: Black Panther's Quest).
1. Le Mystère d'Atlantis, première partie (Shadow of Atlantis: Part 1)
2. Le Mystère d'Atlantis, deuxième partie (Shadow of Atlantis: Part 2)
3. Trahison en eaux profondes (Into the Deep)
4. Le Retour de White Wolf (The Panther and the Wolf)
5. Le Châtiment de Zemo (The Zemo Sanction)
6. Les Brumes d'Attilan (Mists of Attilan)
7. Chasse royale (T'Challa Royale)
8. Des ailes dans la nuit (The Night Has Wings)
9. Le Vaisseau de glace (Mask of the Panther)
10. Ennemis rapprochés (The Good Son)
11. Le Temple perdu (The Lost Temple)
12. La Menace de la couronne (Descent of the Shadow)
13. Le Paria (The Last Avenger)
14. Le Rideau de vibranium, première partie (Vibranium Curtain: Part 1)
15. Le Rideau de Vibranium, deuxième partie (Vibranium Curtain: Part 2)
16. T'Chanda (T'Chanda)
17. Yemandi (Yemandi)
18. Bashenga (Bashenga)
19. Trahison à Atlantis, première partie (King Breaker: Part 1)
20. Trahison à Atlantis, deuxième partie (King Breaker: Part 2)
21. L'Île fantôme (Widowmaker)
22. Atlantis attaque ! (Atlantis Attacks)
23. Le Masque de la colère (House of M)

## Diffusion internationale
Avengers Rassemblement est diffusée pour la première fois le 26 mai 2013 aux États-Unis avec une avant-première d'une heure puis le 7 juillet 2013 avec les épisodes réguliers. Au Canada, la série est diffusée depuis le 6 septembre 2013 sur Teletoon. Elle est par la suite diffusée sur les chaînes de Disney XD à partir du 15 octobre 2013 en Afrique et le 14 octobre 2014 en Australie. Depuis le 12 novembre 2019, Avengers Rassemblement est diffusée via le service de streaming Disney+.

## Distinctions
| Année | Récompense                           | Catégorie                                                                              | Récipiendaire | Résultat   |
| ----- | ------------------------------------ | -------------------------------------------------------------------------------------- | --- | ---------- |
| 2015  | Annie Awards                         | Meilleure réalisation musicale pour une série d'animation                              | Lolita Ritmanis (en), Kristopher Carter (en) et Michael McCuistion | Nomination |
| 2016  | Motion Picture Sound Editors Awards, | Meilleur montage sonore : effets sonores, bruitages, dialogues et doublage - Animation | Mike Draghi, Stephen P. Robinson, Jesse Aruda, Marcos Abrom, Roberto Domínguez, Mike Garcia, Nancy Parker, Michael Emter et Mark Mattson pour l'épisode Les Retrouvailles | Nomination |
| 2017  | Motion Picture Sound Editors Awards, | Meilleur montage sonore : effets sonores, bruitages, dialogues et doublage - Animation | Mike Draghi, John Brengman, Roberto Alegria, Monique Reymond, Marcos Abrom, Michael Emter et Jesse Aruda pour l'épisode L'Adaptoïde Suprême                               | Nomination |

## DVD
- Australie : L'intégralité de la série est sortie sous forme de coffret 20 DVD le 20 février 2019 chez Beyond Home Entertainment. Le ratio écran est en 16:9 panoramique. L'audio est en Anglais Dolby Digital Stéréo 2.0. Pas de sous-titres, ni de suppléments. Il s'agit d'une édition Zone 4[22].